# Stegastes redemptus
Stegastes redemptus, thường được gọi là cá thia Cortez, là một loài cá biển thuộc chi Stegastes trong họ Cá thia. Loài này được mô tả lần đầu tiên vào năm 1903.

## Phân bố và môi trường sống
S. redemptus là loài đặc hữu ở phía đông Thái Bình Dương, và được tìm thấy chủ yếu tại quần đảo Revillagigedo. Một vài cá thể được nhìn thấy không thường xuyên ở gần Cabo San Lucas, bang Baja California. S. redemptus thường sống xung quanh những rạn san hô và những bãi đá ngầm ở độ sâu khoảng 20 m trở lại.
Người ta ước tính, hơn 95% số lượng của loài này sống tại quần đảo Revillagigedo. Ở vùng biển nhiệt đới phía đông Thái Bình Dương, sau những tác động của El Niño đã dẫn đến tình trạng nước quá ấm và nghèo dinh dưỡng trong thời gian dài, đã gây nên sự suy giảm số lượng nghiêm trọng đối với các loài sống ở vùng nước nông, trong đó có S. redemptus. Vì thế, chúng được liệt vào danh sách Loài sắp nguy cấp.

## Mô tả
S. redemptus trưởng thành dài khoảng 13,5 cm. Đầu và thân trước của S. redemptus trưởng thành có màu nâu; thân giữa có màu nâu sẫm hơn; và thân sau có màu hơi trắng, có pha lẫn màu vàng. Vảy lớn có viền đen, tạo thành các sọc dọc trên cơ thể. Vây lưng mềm và vây hậu môn màu trắng có viền vàng; vây đuôi và cuống đuôi có màu vàng. Cá con có màu vàng cam với phần lưng màu sẫm; lớp vảy có viền đen. Cá con có một đốm đen lớn ở gốc vây lưng và nhỏ hơn ở cuống đuôi.
Số ngạnh ở vây lưng: 12; Số vây tia mềm ở vây lưng: 14 - 15; Số ngạnh ở vây hậu môn: 2; Số vây tia mềm ở vây hậu môn: 13; Số vây tia mềm ở vây ngực: 19 - 21.
Thức ăn của S. redemptus là rong tảo và các loại động vật không xương sống (giun, giáp xác,...). S. redemptus sinh sản theo cặp, trứng được bảo vệ bởi cá đực. S. redemptus có tính lãnh thổ cao.